# Gran Premi de Gran Bretanya del 2013
El Gran Premi de Gran Bretanya de Fórmula 1 de la temporada 2013 es va disputar al Circuit de Silverstone, del 28 al 30 de juny del 2013.

## Resultats de la qualificació
| Pos                      | No | Pilot               | Constructor          | Part 1   | Part 2   | Part 3   | Sortida |
| ------------------------ | -- | ------------------- | -------------------- | -------- | -------- | -------- | ------- |
| 1                        | 10 | Lewis Hamilton      | Mercedes             | 1:30.995 | 1:31.224 | 1:29.607 | 1       |
| 2                        | 9  | Nico Rosberg        | Mercedes             | 1:31.355 | 1:31.028 | 1:30.059 | 2       |
| 3                        | 1  | Sebastian Vettel    | Red Bull-Renault     | 1:31.559 | 1:30.990 | 1:30.211 | 3       |
| 4                        | 2  | Mark Webber         | Red Bull-Renault     | 1:31.605 | 1:31.002 | 1:30.220 | 4       |
| EX                       | 14 | Paul di Resta       | Force India-Mercedes | 1:32.062 | 1:31.291 | 1:30.736 | 211     |
| 5                        | 19 | Daniel Ricciardo    | Toro Rosso-Ferrari   | 1:32.097 | 1:31.182 | 1:30.757 | 5       |
| 6                        | 15 | Adrian Sutil        | Force India-Mercedes | 1:32.002 | 1:31.097 | 1:30.908 | 6       |
| 7                        | 8  | Romain Grosjean     | Lotus-Renault        | 1:31.466 | 1:31.530 | 1:30.955 | 7       |
| 8                        | 7  | Kimi Räikkönen      | Lotus-Renault        | 1:31.400 | 1:31.592 | 1:30.962 | 8       |
| 9                        | 3  | Fernando Alonso     | Ferrari              | 1:32.266 | 1:31.387 | 1:30.979 | 9       |
| 10                       | 5  | Jenson Button       | McLaren-Mercedes     | 1:31.979 | 1:31.649 |          | 10      |
| 11                       | 4  | Felipe Massa        | Ferrari              | 1:32.241 | 1:31.779 |          | 11      |
| 12                       | 18 | Jean-Éric Vergne    | Toro Rosso-Ferrari   | 1:32.105 | 1:31.785 |          | 12      |
| 13                       | 6  | Sergio Pérez        | McLaren-Mercedes     | 1:31.953 | 1:32.082 |          | 13      |
| 14                       | 11 | Nico Hülkenberg     | Sauber-Ferrari       | 1:32.168 | 1:32.211 |          | 14      |
| 15                       | 16 | Pastor Maldonado    | Williams-Renault     | 1:32.512 | 1:32.359 |          | 15      |
| 16                       | 17 | Valtteri Bottas     | Williams-Renault     | 1:32.664 |          |          | 16      |
| 17                       | 12 | Esteban Gutiérrez   | Sauber-Ferrari       | 1:32.666 |          |          | 17      |
| 18                       | 20 | Charles Pic         | Caterham-Renault     | 1:33.866 |          |          | 18      |
| 19                       | 22 | Jules Bianchi       | Marussia-Cosworth    | 1:34.108 |          |          | 19      |
| 20                       | 21 | Giedo van der Garde | Caterham-Renault     | 1:35.481 |          |          | 222     |
| 21                       | 23 | Max Chilton         | Marussia-Cosworth    | 1:35.858 |          |          | 20      |
| Temps pel 107%: 1:37.364 |    |                     |                      |          |          |          |         |
| Font:                    |    |                     |                      |          |          |          |         |

Notes:
- ^1  — Paul di Resta va ser exclòs de la graella per no haver arribat al pes mínim exigit.[2]
- ^2  — Giedo van der Garde va ser penalitzat amb 5 posicions per haver causat un incident amb Nico Hülkenberg a la cursa prèvia.[3] va ser penalitzat de nou per haver substituït la caixa de canvi.[4]

## Resultats de la Cursa
| Pos   | No | Pilot               | Constructor          | Voltes | Temps / Retirada | Pos.Sortida | Punts |
| ----- | -- | ------------------- | -------------------- | ------ | ---------------- | ----------- | ----- |
| 1     | 9  | Nico Rosberg        | Mercedes             | 52     | 1: 32' 59. 456   | 2           | 25    |
| 2     | 2  | Mark Webber         | Red Bull-Renault     | 52     | + 0.765 s        | 4           | 18    |
| 3     | 3  | Fernando Alonso     | Ferrari              | 52     | + 7.124 s        | 9           | 15    |
| 4     | 10 | Lewis Hamilton      | Mercedes             | 52     | + 7.756 s        | 1           | 12    |
| 5     | 7  | Kimi Räikkönen      | Lotus-Renault        | 52     | + 11.257 s       | 8           | 10    |
| 6     | 4  | Felipe Massa        | Ferrari              | 52     | + 14.573 s       | 11          | 8     |
| 7     | 15 | Adrian Sutil        | Force India-Mercedes | 52     | + 16.335 s       | 6           | 6     |
| 8     | 19 | Daniel Ricciardo    | Toro Rosso-Ferrari   | 52     | + 16.543 s       | 5           | 4     |
| 9     | 14 | Paul di Resta       | Force India-Mercedes | 52     | + 17.943 s       | 21          | 2     |
| 10    | 11 | Nico Hülkenberg     | Sauber-Ferrari       | 52     | + 19.709 s       | 14          | 1     |
| 11    | 16 | Pastor Maldonado    | Williams-Renault     | 52     | + 21.135 s       | 15          |       |
| 12    | 17 | Valtteri Bottas     | Williams-Renault     | 52     | + 25.094 s       | 16          |       |
| 13    | 5  | Jenson Button       | McLaren-Mercedes     | 52     | + 25.969 s       | 10          |       |
| 14    | 12 | Esteban Gutiérrez   | Sauber-Ferrari       | 52     | + 26.285 s       | 17          |       |
| 15    | 20 | Charles Pic         | Caterham-Renault     | 52     | + 31.613 s       | 18          |       |
| 16    | 22 | Jules Bianchi       | Marussia-Cosworth    | 52     | + 36.097 s       | 19          |       |
| 17    | 23 | Max Chilton         | Marussia-Cosworth    | 52     | + 1: 07.660 min. | 20          |       |
| 18    | 21 | Giedo van der Garde | Caterham-Renault     | 52     | + 1: 07.759 min. | 22          |       |
| 19    | 8  | Romain Grosjean     | Lotus-Renault        | 51     | Direcció         | 7           |       |
| 20    | 6  | Sergio Pérez        | McLaren-Mercedes     | 46     | Punxada          | 13          |       |
| Ret   | 1  | Sebastian Vettel    | Red Bull-Renault     | 41     | Caixa de canvi   | 3           |       |
| Ret   | 18 | Jean-Éric Vergne    | Toro Rosso-Ferrari   | 35     | Punxada          | 12          |       |
| Font: |    |                     |                      |        |                  |             |       |